# アルベール・シャンベルラーニ
アルベール・シャンベルラーニ（Albert Louis Alexandre Vincent Marie Ciamberlani、1864年5月13日 - 1956年4月8日）は、ベルギーの画家である。象徴主義の画家の一人であった。

## 略歴
ブリュッセルで法律家の息子に生まれた。はじめ法律を学ぶが、ジャン＝フランソワ・ポルテールから絵を学び、1882年からブリュッセル王立美術アカデミーに入学し、1888年に卒業した。在学中の187年にブリュッセルの美術家グループ「L'Essor」の展覧会に出展した。このころから象徴主義の作品に魅かれていて、ギュスターヴ・モロー(1826-1896)やピエール・ピュヴィス・ド・シャヴァンヌ(1824-1898)といった画家の作品から影響を受けた。
1894年にイタリアに修行に出た。ジャン・デルヴィル(1867-1953)らと「Coopérative artistique"」というグループを作った後、1892年にデルヴィルやエミール・ファブリ(1865-1966)らと美術家集団「プール・ラール」の創立メンバーとなった。1896年にデルヴィルが立ち上げた「L'Art idéaliste」というグループにも参加した。この頃、パリの象徴派の展覧会、「薔薇十字サロン」（Salon de la Rose + Croix）にも出展した。
ブリュッセルに建築家ポール・アンカール(Paul Hankar: 1859–1901)が設計したスタジオを開いた。このスタジオは後に取り壊されたが、同じ建築家の設計した邸宅「シャンベルラーニ邸（Hôtel Albert Ciamberlani）」はアール・ヌーヴォー様式の建築として有名である。1902年には建築家ヴィクトール・オルタが設計したロンセ(Ronse)の「カルペンティエル邸(Villa Carpentier)」の装飾画を描いた。1905年のリエージュ万国博覧会のコンゴ館の装飾や1910年にベルギーのテルフューレンに開館した王立中央アフリカ博物館（ベルギー領コンゴ博物館)の装飾もした。1911年から1913年まで再びイタリアを旅した。
1919年にアントウェルペン王立芸術学院の教員となり1929年までその仕事を続けた。この時の学生にはCarlo De RooverやAntoon Marstboom、Rudolf Meerbergen、Albert Van Dyck、Alfons Verheyen、Anco Wigboldusらがいる.
1956年にイクルで亡くなった。